# Новиков, Андрей Николаевич
Андре́й Никола́евич Но́виков (род. 12 апреля 1963) — советский и украинский легкоатлет, специалист по метанию копья. Выступал в 1980-х и 1990-х годах, многократный призёр первенств всесоюзного значения, победитель зимнего чемпионата СНГ по метаниям, чемпион Украины. Представлял город Харьков.

## Биография
Андрей Новиков родился 12 апреля 1963 года. Занимался лёгкой атлетикой в Харькове, выступал за Украинскую ССР.
Впервые заявил о себе в лёгкой атлетике в мае 1985 года, когда на соревнованиях в Леселидзе выиграл серебряную медаль и установил личный рекорд с копьём старого образца — 81,26 метра.
В 1988 году с результатом 80,40 стал бронзовым призёром на турнире в Сочи.
В 1989 году занял четвёртые места на турнирах в Киеве и Баку, превзошёл всех соперников на соревнованиях в Тернополе.
В мае 1990 года одержал победу на турнире в Сочи, установив при этом личный рекорд с копьём нового образца — 81,50 метра.
В 1991 году с результатом 77,36 был третьим на соревнованиях в Алма-Ате.
В феврале 1992 года на открытом зимнем чемпионате СНГ по метаниям в Адлере метнул копьё на 78,28 метра и завоевал золотую награду.
После распада Советского Союза Новиков остался действующим спортсменом и продолжил выступать на различных легкоатлетических соревнованиях на Украине. Так, в 1993 году с результатом 76,36 он победил на чемпионате Украины по лёгкой атлетике в Киеве.
В 1995 году в составе украинской национальной сборной занял 11-е место на международном турнире Slovnaft в Братиславе.